# Champdor
Champdor ist eine ehemalige französische Gemeinde mit zuletzt 452 Einwohnern (Stand 2013) im Département Ain in der Region Auvergne-Rhône-Alpes. Sie gehörte zum Kanton Hauteville-Lompnes und zum Arrondissement Nantua. Zusätzlich war sie Mitglied im Gemeindeverband Plateau d’Hauteville.

## Geographie
Champdor liegt auf 833 m, fünf Kilometer nördlich von Hauteville-Lompnes und etwa 20 Kilometer ostnordöstlich der Stadt Ambérieu-en-Bugey (Luftlinie). Das Dorf erstreckt sich im zentralen Bugey, am östlichen Rand einer breiten Senke des Hochjuras, die zum Plateau d’Hauteville zählt, am Fuß des Höhenzuges des Planachat.
Die Fläche des 17,37 km² großen Gemeindegebiets umfasst einen Abschnitt des südlichen französischen Juras. Der zentrale Teil wird von einer breiten in Nord-Süd-Richtung orientierten Mulde (im Mittel auf 820 m) eingenommen, die eine Synklinale im Faltenjura bildet. Diese Mulde wird durch die Albarine nach Süden entwässert. Im Westen wird diese Senke durch den bewaldeten Höhenzug südlich des Col du Cruchon (940 m) flankiert. Östlich des Dorfes steigt der Hang sanft bis zum breiten Kamm der Planachat-Antiklinale an, welche das Hochtal der Albarine vom oberen Valromey trennt. Weite Teile des bis 1183 m hohen Kammes sind bewaldet (Bois de Champdor und Forêt de Quatre Sauts).
Zu Champdor gehören einige Hofgruppen und Einzelhöfe. Nachbargemeinden von Champdor sind Brénod im Norden, Le Petit-Abergement und Ruffieu im Osten, Hauteville-Lompnes im Süden sowie Corcelles im Westen.

## Geschichte
Erstmals urkundlich erwähnt wird Champdor 1198 unter dem Namen Chandouro. Im Lauf der Zeit wandelte sich die Schreibweise über Candolbrio (um 1200), Chandobrio (1222), Candobrio, Campumdubrium (1493) zu Champdouroz (1563). Der Ortsname ist vermutlich keltischen Ursprungs und setzt sich aus den Wortbestandteilen cando (weiß) oder canto (Grenze) und briga (befestigte Anhöhe) zusammen. Von 1318 bis 1516 gehörte Champdor mit Ausnahme der Jahre von 1479 bis 1491 den Herren von Luyrieux, welche unter der Oberhoheit der Grafen von Savoyen standen. Mit dem Vertrag von Lyon gelangte das Dorf im Jahre 1601 an Frankreich. Die Dorfherrschaft oblag zunächst der Familie de Michaud und ab 1672 der Familie de Montillet, unter welcher zu Beginn des 18. Jahrhunderts das neue Schloss erbaut wurde.

## Sehenswürdigkeiten
Die Pfarrkirche Saint-Victor et Saint-Ours von Champdor wurde im 16. Jahrhundert erbaut. Das Château de Champdor mit seinen vier Ecktürmen wurde 1743 fertiggestellt; der herausragende Turm wurde jedoch erst 1851 erbaut. Es befindet sich heute im Besitz der Gemeinde.

## Bevölkerung
| Bevölkerungsentwicklung | Bevölkerungsentwicklung |
| Jahr                    | Einwohner               |
| ----------------------- | ----------------------- |
| 1962                    | 327                     |
| 1968                    | 362                     |
| 1975                    | 365                     |
| 1982                    | 428                     |
| 1990                    | 459                     |
| 1999                    | 425                     |
| 2006                    | 438                     |
| 2011                    | 465                     |

Mit zuletzt 452 Einwohnern (Stand 2013) gehörte Champdor zu den kleinen Gemeinden des Département Ain. Nachdem die Einwohnerzahl in der ersten Hälfte des 20. Jahrhunderts deutlich abgenommen hatte (1896 wurden noch 559 Personen gezählt), wurde bis in die 1980er Jahre wieder eine Bevölkerungszunahme verzeichnet. Seither verblieb die Bevölkerungszahl auf relativ konstantem Niveau. Die Ortsbewohner von Champdor heißen auf Französisch Cambot(te)s.

## Wirtschaft und Infrastruktur
Champdor war bis weit ins 20. Jahrhundert hinein ein vorwiegend durch die Landwirtschaft, insbesondere Milchwirtschaft und Viehzucht, sowie die Forstwirtschaft geprägtes Dorf. Daneben gibt es heute einige Betriebe des lokalen Klein- und Mittelgewerbes. Zu den wichtigen Betrieben gehören eine Sägerei, ein Möbelgeschäft und die Vincent et Fils SA (Abbau des Jurakalksteins bei Champdor und Hauteville-Lompnes). Mittlerweile hat sich das Dorf auch zu einer Wohngemeinde gewandelt. Viele Erwerbstätige sind Wegpendler, die in den größeren Ortschaften der Umgebung ihrer Arbeit nachgehen.
Im Winter profitiert Champdor vom Tourismus, wenn auf dem Plateau d’Hauteville Langlaufloipen gespurt werden.
Die Ortschaft liegt abseits der größeren Durchgangsstraßen an einer Departementsstraße, die von Hauteville-Lompnes nach Saint-Martin-du-Frêne führt. Weitere Straßenverbindungen bestehen mit Corcelles und über den Col de Cuvillat mit Le Petit-Abergement im Valromey. Der nächste Anschluss an die Autobahn A40 befindet sich in einer Entfernung von rund 18 Kilometern.
In Champdor befindet sich eine staatliche école primaire (Grundschule mit eingegliederter Vorschule).